# Petchenga (fleuve)
Pour les articles homonymes, voir Petchenga.
La Petchenga (en russe : Печенга) est un  fleuve côtier de Russie qui coule dans le nord-ouest de la péninsule de Kola (dans l'oblast de Mourmansk).

## Géographie
Long de 110 kilomètres, le fleuve draine un bassin de 1 680 km2, c'est-à-dire une superficie plus ou moins équivalente à celle du département de l'Essonne en France.
La Petchenga naît en tant qu'émissaire du lac Mometiaouri, et se dirige globalement du sud-ouest vers le nord-est durant tout son parcours. Elle finit par se jeter dans le golfe de Petchenga de la mer de Barents, au niveau du port de Petchenga.

## Hydrométrie - Les débits mensuels à Petchenga
Le débit de la Petchenga a été observé pendant 36 ans (durant la période 1957-1992) à Petchenga, localité située à huit kilomètres de son embouchure dans la mer de Barents. 
Le débit inter annuel moyen ou module observé à la station de Petchenga sur cette période était de 23,4 m3/s pour une surface de drainage de 1 680 km2, soit la quasi-totalité du bassin versant du fleuve.
La lame d'eau écoulée dans ce bassin versant se monte ainsi à 439 millimètres par an, ce qui doit être considéré comme élevé, mais correspond aux valeurs observées sur les autres cours d'eau de la région. 
Cours d'eau alimenté avant tout par la fonte des neiges, mais aussi par les pluies de l'été et de l'automne, la Petchenga est un fleuve de régime nivo-pluvial. 
Les hautes eaux se déroulent au printemps, en mai et en juin, et correspondent à la fonte des neiges. En juillet, le débit diminue fortement, puis se stabilise tout au long du reste de  l'été et en automne ; durant toute cette période, le débit reste élevé, ce qui correspond aux précipitations assez abondantes et tombant sous forme de pluie. En novembre, le débit baisse à nouveau, ce qui constitue le début de la période des basses eaux. Celle-ci a lieu de décembre à avril, et correspond aux gelées intenses qui envahissent toute la Russie du nord. 
Le débit moyen mensuel observé en mars (minimum d'étiage) est de 5,48 m3/s, soit plus ou moins 7,5 % du débit moyen du mois de mai, maximum de l'année (73 m3/s), ce qui montre une amplitude des variations saisonnières assez modérée, du moins dans le cadre du nord de la Russie.
Ces écarts peuvent cependant être plus importants d'après les années : ainsi sur la durée d'observation de 36 ans, le débit mensuel minimal a été de 3,00 m3/s en mars 1985, tandis que le débit mensuel maximal s'élevait à 155 m3/s en mai 1963.
En ce qui concerne la période libre de glaces (de juin à octobre inclus), le débit mensuel minimal observé a été de 6,56 m3/s en août 1960. 